# ヘンリエッテ・フォン・リヒテンシュタイン
ヘンリエッテ・マリア・ノルベルタ・フォン・ウント・ツー・リヒテンシュタイン（Henriette Maria Norberta von und zu Liechtenstein, 1843年6月6日 - 1931年12月24日）は、ドイツのリヒテンシュタイン家の公女。リヒテンシュタイン公アロイス2世の娘で、ヨハン2世の妹、フランツ1世の姉、そしてフランツ・ヨーゼフ2世の祖母である。

## 生涯
アロイス2世とその妻のフランツィスカ・キンスキー伯爵夫人の間の第8子、七女として生まれた。1865年4月26日にウィーンにおいて、同族の従兄であるアルフレート公子と結婚した。1931年に88歳で亡くなると、ブルノ郊外のヴラナウ（現在のチェコ領南モラヴィア州ヴラヌフ・ウ・ブルナ）にあるリヒテンシュタイン家の新納骨堂に埋葬された。

## 子女
アルフレート公子との間には7男3女の10人の子女をもうけた。
- フランツィスカ・マリア・ヨハンナ（1866年 - 1939年）
- フランツ・デ・パウラ・マリア（1868年 - 1929年）
- ユーリア（1868年）
- アロイス・ゴンツァーガ・マリア・アドルフ（1869年  - 1955年） - フランツ・ヨーゼフ2世の父
- マリア・テレジア・ユーリエ（1871年 - 1964年）
- ヨハネス・フランツ・アルフレート・マリア・カスパー・メルヒオール・バルタザール（1873年 - 1959年）
- アルフレート・ロマン（1875年 - 1930年）
- ハインリヒ・アロイス・マリア・ヨーゼフ（1877年 - 1915年）
- カール・アロイス（1878年 - 1955年）
- ゲオルク・ハルトマン・ヨーゼフ・マリア・マテウス（1880年 - 1931年）